# Língua yaminaua
Yaminauá é uma língua em situação vulnerável da família das línguas panos falada pelos indígenas Yaminauás (também conhecidos como Yawanawás, Marinawás, Xixinawás e Jaminauás). Estes habitam a região da América do Sul, principalmente em áreas próximas as fronteiras entre a Bolívia, o Peru e o Brasil (AC) e compõem aproximadamente 2684 falantes.

## Etimologia
Yaminauá é um exônimo que significa gente do machado. Os Yaminauá são também chamados de Xixinawá (povo do quati branco), Yawanawá (povo do queixada), Bashonawá (povo da mucura), Marinawá (povo da cutia), entre outros.  Os próprios Yaminauás se identificam por esse termo dado por estrangeiros, tornando "Yaminauá" tanto o seu endônimo (nome nativo), quanto seu exônimo (nome estrangeiro). 

## Distribuição
Possui aproximadamente 2684 falantes, sendo 600 deles do Peru, 630 da Bolívia e 1454 do Brasil (AC).  Residem comumente em regiões próximas a tríplice fronteira entre a Bolívia, Peru e o Brasil; em lugares como o departamento de Pando (na Bolívia), o departamento de Ucayali e a região de Loreto (ambos no Peru) e as Terras Indígenas do Alto Rio Purus, da Cabeceira do Rio Acre, Jaminawa do Igarapé Preto, Jaminawa Arara do Rio Bagé e Mamoadate (todos no estado brasileiro do Acre).
É a língua da família Pano com o maior complexo dialético. Alguns exemplos citáveis destes dialetos são: Yaminauá brasileiro, Yaminauá peruano, Chitonawa, Matanawa, Parkenawa, Shanenawa, Sharawana, Marinawa, Shawanawa (Arara), Yawanawa, Yaminawa-arara e Nehanawa. 

## Fonologia
Consoantes
A língua Saynawá (uma variedade linguítica do Yaminawa, falada pelos índios Saynáwa, que residem na T.I. Jamináwa do Igarapé Preto, no município de Rodrigues Alves-AC ) possui 17 fones consonantais. É possível se confirmar o estatuto fonológico de 13 desses segmentos, /p, b, m, t, n, ɾ, s, ts, ʃ, tʃ, j, k, h/, não se confirmando como fonemas os fones [β, w, ɲ, ʔ]. 
Tabela dos fones segmentais da língua Saynáwa:
|             | Labial | Alveolar | Palatal | Velar | Glotal |
| Oclusiva    | p b    | t        |         | k     | ʔ      |
| Nasal       | m      | n        | ɲ       |       |        |
| Tepe        |        | ɾ        |         |       |        |
| Fricativa   | β      | s        | ʃ       |       | h      |
| Africada    |        | ts       | tʃ      |       |        |
| Aproximante | w      |          | j       |       |        |

Vogais
A língua Saynáwa possui 12 fones vocálicos. É possível se confirmar o estatuto fonológico de 4 desses segmentos, /i, ə, a, u/, não se confirmando como fonemas os fones [e, o, ĩ, ẽ, ə̃, ã, ũ, õ].
Tabela dos fones segmentais vocálicos orais e nasais do Saynáwa:
|             | Anterior | Central | Posterior |
| Fechada     | i ĩ      |         | u ũ       |
| Semifechada | e ẽ      |         | o õ       |
| Média       |          | ə ə̃     |           |
| Aberta      |          | a ã     |           |

Tons
O Acento Lexical
O acento na língua Saynáwa é predizível na última sílaba, bem como apresenta monossílabos tônicos, os quais correspondem a palavras não estruturadas, sem morfologia. As palavras não estruturadas são em sua maioria dissílabas, sendo poucos os monossílabos e raros os trissílabos. Em todas elas, independentemente do número de sílabas, identificamos o acento na última sílaba.
- ['tsoʔ] ~ ['tso:] - /tsu/ (“pulga”) [11]

## Ortografia
O alfabeto yaminauá contém 18 letras, que são as seguintes: a, ch, e, f, i, j, k, m, n, o, p, r, s, sh, t, ts, x, y. Estas se leem mais ou menos como a pronúncia castelhana, com algumas exceções que nascem da fonologia yaminauá. O til (~) que aparece sobre as vogais também faz parte do alfabeto.  

## Gramática

### Pronomes

#### Pronomes pessoais
Os pronomes não variam em gênero nem formalidade.
Pronomes pessoais de primeira e segunda pessoa :
| Reto | Reto  | Obliquo | Obliquo    |
| ẽ    | eu    | ea      | a mim      |
| mĩ   | você  | mia     | a você     |
| nõ   | nós   | noko    | para nós   |
| mã   | vocês | mato    | para vocês |

Pronomes pessoais de terceira pessoa :
| Reto | Reto               | Obliquo | Obliquo              |
| aatõ | ele/ela, eles/elas | a       | para ele/ para ela   |
|      |                    | ato     | para eles/ para elas |

#### Pronomes demonstrativos
O pronome demonstrativo substitui um substantivo e denota algo distante do falante. O mesmo sistema de casos é usado com substantivos. "Na" (caso absolutivo) e "natõ" (caso ergativo) = "este, esta e isto" se referem a algo que está mais próximo do falante; "oa" (caso absolutivo) e oatõ (caso ergativo) = "esse, essa, isso, aquele, aquela" denotam algo que está mais distante. 
- ¿Afa-mẽ na?  (O que é isto?) [15]

#### Pronomes interrogativos
Se usa um pronome interrogativo para perguntar sobre pessoas ou coisas. Funciona como um substantivo numa oração interrogativa. 
a) Os pronomes interrogativos para indicar pessoas são "tsoa" (caso absolutivo) e "tsoã" (caso ergativo) = "quem". 
- ¿Tsoa kirita fi-a-ma-mẽ? (Quem não recebeu um livro?) [16]

b) O pronome de quantidade é "afetii" (caso absoluto) e "afetiitõ" (caso ergativo) = "quantos". 
- ¿Afetii fo-kan-i-mẽ? (Quantos vão?) [16]

c) O pronome para algo indefinido é "afá" (caso absolutivo) e "afanã" (caso ergativo e instrumento) = "que". 
- ¿Afá-nã mĩ xate-a-mẽ? (Com o que se cortou?) [17]

d) O pronome para pedir identificação de uma entre várias opções é "fato" (caso absolutivo), "fatotõ" (caso ergativo), "rato" e "ratotõ" = "qual". 
- ¿Fato mĩ fichi-pai-mẽ? (Qual quer?) [17]

#### Pronomes possessivos
Os pronomes possessivos se formam de adjetivos possessivos mais o sufixo nominal "-nã" possessivo:
| efenã  | meu      |
| minã   | teu      |
| afenã  | seu      |
| nokonã | nosso    |
| matonã | de vocês |
| atonã  | deles    |

### Verbos
O verbo no yaminaua não tem flexão de pessoa, ou seja não recebe sufixos que indicam a pessoa como ocorre em línguas como o castelhano. 
No exemplo abaixo temos o verbo okĩ ("vir"). A raiz do verbo é "o-"; o sufixo "-kĩ" indica o infinitivo quando o verbo principal é um verbo transitivo.  Aqui vemos três formas do verbo okĩ:
| ofe | vem, venha | imperativo                                                             |
| oi  | vem        | o sufixo de aspecto incompleto -i indica que a ação não está terminada |
| oa  | veio       | o sufixo de aspecto completo -a indica que a ação está terminada       |

Aspecto e Tempo
A raiz, ou seja, o tema do verbo, tem que levar pelo menos um sufixo de aspecto e tempo para funcionar como um verbo completo. Além de aspecto e tempo, os sufixos flexivos são de número, modo, modo adverbial e outras funções mais limitadas. Não há sufixo de pessoa. 
Os sufixos de aspecto e tempo aparecem obrigatoriamente no verbo. Na sequência de sufixos e partículas, os sufixos precedem as partículas agregadas como sufixos. Os sufixos dos tempos passados, de futuro progressivo, de aspecto potencial e de aspecto habitual aparecem antes do sufixo de número e dos demais sufixos verbais. A partícula "ma" (negativo) pode também dar se como sufixo mas sempre segue os sufixos de aspecto e tempo. 
a) Aspecto progressivo: Marcado pelo sufixo "-i", indica uma ação começada que continua. Serve também para indicar tempo presente e tempo futuro cuja ação começou no presente. 
- Na paxtã nami pi-i. (Este cachorro está comendo carne.) [19]

b) Aspecto completo: Marcado pelo sufixo "-a", indica uma ação já realizada. Geralmente se realizou a ação no mesmo dia. O aspecto completo se dá em verbos independentes e também no particípio de ação completa. 
- Oa tsar-a efẽ fake. (Aquele que está sentado é meu filho.) [20]

c) Tempos passados: Os sufixos de tempo passado correspondem a quatro períodos --- 1. O tempo passado de hoje, quer dizer o que se passou no mesmo dia. Sufixo: "-a"; 2. O tempo de ontem, em que se passaram dois ou três dias. Sufixo: "-ita" (completo) ou "-faiyamea" (progressivo); 3. O tempo passado distante, que vai de uma semana atrás até vários anos atrás. Sufixo:"-ti"(completo) ou "-yamea" (progressivo); 4. O tempo remoto. Sufixo: "-pao" (seguido sempre por "-ni". --- O tempo indicado pelos sufixos é relativo, depende do ponto de vista do falante. 
d) Tempos futuros: Se refere a algo que ainda não aconteceu ou está prestes a acontecer. O tempo futuro indefinido progressivo "-xii" expressa ação ou estado progressivo no futuro. O sufixo "-fainaka" indica tempo futuro de manhã (no dia de hoje), aspecto progressivo (o sufixo "-xa" também pode ser utilizado para indicar aspecto progressivo no futuro. Até essa data esse sufixo só foi encontrado precedido pelo sufixo "pa/pake". Normalmente um sufixo de tempo e aspecto ou uma partícula de modo o segue). A partícula "-kiki" indica que o falante tem certeza que a atividade ou estado vai acontecer no futuro (nos exemplos encontrados até hoje, só ocorre na terceira pessoa). O verbo "polo' ("fazer", no futuro) é um verbo auxiliar usado somente em orações exortatórias. O sufixo "-tiro" marca o aspecto potencial, futuro no sentido que a ação é possível. O sufixo "-panã" de aspecto impeditivo indica que a ação não se realizou ou não se realizará (quando está junto do sufixo "-ra", tem sentido de futuro condicional). 
e) Aspecto habitual: Sinalizado pelo sufixo "-mis", indica ação que alguém faz com frequência. Este sufixo também pode significar que a ação poderia ter se realizado antes. Os sufixos de tempo não se dão com este. 
- Ẽ ato fa-mis efẽ epã noko efe-ni, nono. (Eu sempre digo a eles que meu pai nos trouxe aqui.) [22]

### Frase
Ordem dos constituintes da oração:
a) Com verbo transitivo: sujeito - complemento direto - complemento indireto - verbo 
- Ẽ na kirika efẽ ochi inã-i-ka-i. (Vou dar este livro ao meu irmão.) [23]

b) Com verbo intransitivo: complemento de tempo - complementos circunstanciais - sujeito - verbo 
- Yarinacocha-no-ax ẽ o-a. (Venho de Yarinacocha.) [24]

c) Oração Copulativa: complemento circunstancial - sujeito - predicado 
- Efẽ pexe merã fiĩ ichapa-koi. ([Tem] muitos mosquitos em minha casa.) [24]

## Vocabulário
Vocabulário da língua Saynáwa:
| Vocabulário Saynáwa (Couto 2010) |                     |
| --- | ------------------- |
| \| Português \| Saynáwa \| \| --------------------------------------------------------------- \| ------------------- \| \| maracanã \| aia \| \| beijar \| antsuakin \| \| beber \| aiamis \| \| paca \| anu \| \| esposa \| ain \| \| mutum \| asin \| \| cipó timbó \| ainas \| \| respirar \| askinki \| \| mulher \| ainbu \| \| boca \| aspa \| \| cumaru \| aku \| \| estômago \| atu \| \| manacá \| akuan \| \| mandioca \| atsa \| \| capivara \| aman \| \| cansar-se \| atsana \| \| amarelinho \| ami \| \| farinha de mandioca \| atsa putu \| \| língua \| ana \| \| anta \| aua \| \| cunhado (a) \| ania \| \| eu (pronome pessoal) \| ə \| \| pai \| əpa \| \| assustar \| əəki \| \| irmão mais novo \| əstun \| \| meu/minha (pronome possessivo) \| ən \| \| mãe \| əua \| \| taxi \| əni \| \| crescer \| əuai \| \| neto \| baba \| \| testa \| bətunku \| \| nora \| babauan \| \| carapanã \| bi \| \| passear \| bai \| \| carrapicho \| biana \| \| surubim \| bain \| \| fruta \| bimi \| \| roçado \| baj \| \| caucho \| bin \| \| gavião \| bajtətə \| \| panturrilha \| bipustu \| \| água, rio \| baka \| \| estrela \| biʃi \| \| fazer sexo \| bakəaj \| \| perna \| bitas \| \| criança \| bakista \| \| pele \| bitʃi \| \| rosto \| bamana \| \| jaburu \| bitʃu \| \| queixada \| bamu \| \| tamanduá pequeno \| biuan \| \| pupunha \| bani \| \| cabelo \| bu \| \| tucum \| banin mauən \| \| gente \| -bu (sufixo) \| \| sol \| baɾi \| \| curimatã \| buə \| \| verão \| baɾi pəi \| \| pica-pau \| buin \| \| capim \| basi \| \| cera \| buj \| \| cotovelo \| bastunku \| \| irara \| buka \| \| cego \| baʃun \| \| embaúba \| bukun \| \| piau-de-flecha \| batun \| \| abelha uruçu \| buna \| \| ovo \| batʃi \| \| fome \| buni \| \| caparari \| bəiuan \| \| cana-de-macaco \| bunkas \| \| marido \| bənə \| \| palmeira \| buɾa \| \| levantar-se \| bəni \| \| cabeça \| buska \| \| olho \| bəɾu \| \| pente \| busti \| \| um \| bəstis \| \| cachorrão \| bustʃuma \| \| frente \| bəsua \| \| jatobá \| buʃis \| \| freijó \| bəʃu \| \| ele (pronome pessoal) \| habia \| \| lontra \| hənə inu \| \| socó \| haka \| \| palha \| həpə \| \| ‘tipo de socó’ \| hakauan \| \| piaçabeira \| həpəuan \| \| esquecer \| hakinma \| \| sapo (‘o que canta’) \| həu \| \| sim \| han \| \| extrato (perfume) \| hinin \| \| aracuã \| hana \| \| flor \| hua \| \| por quê? \| haskajman \| \| coração \| huinti \| \| quando? \| hatina \| \| rã \| hujpiɾi \| \| seu/sua (pronome possessivo) \| haun \| \| umbu \| humus \| \| terreiro \| həmainti \| \| homem, cipó (bebida) \| huni \| \| rio (‘rio grande’) \| hənə \| \| caititu \| hunu \| \| árvore \| i \| \| zangado \| isinipa \| \| piolho \| ia \| \| japó \| isku \| \| biorana \| iaə \| \| jacareúba \| iskinɾanpan \| \| tatu \| iais \| \| urubu-rei \| ismin \| \| ‘canto de ninar’ \| iama iama \| \| irmã mais nova \| istan \| \| madrugada \| iamanapun \| \| sapucaia \| istibin \| \| amanhã \| iaməɾi \| \| espantar \| istʃuan \| \| a tarde \| iantəin \| \| macaco preto \| isu \| \| matrinxã \| iapauan \| \| urina \| isun \| \| ‘nome próprio’ \| iasan \| \| mandim mole \| iʃis \| \| porco \| iaua \| \| cansanção, urtiga \| iʃismun \| \| sovino \| iauʃi \| \| sobrinha \| itusta \| \| ‘nome próprio’ \| iban \| \| muito \| itʃapa \| \| casca de árvore \| ibi \| \| grande \| iuapa \| \| mandim preto \| ibun \| \| dizer \| iuiuə \| \| cantar \| iiki \| \| goiabeira \| iuka \| \| castanhola \| ikənibin \| \| peixe \| iuma \| \| sangue \| imi \| \| linha de costura \| iumə \| \| rabo \| ina \| \| maúba \| iunuan \| \| lago \| inan \| \| tarumã \| iunuən \| \| onça \| inu \| \| panema \| iupa \| \| bode (peixe) \| ipu \| \| gente \| iuɾa \| \| pássaro \| isa \| \| feijão, fava \| iusu \| \| ‘nome próprio’ \| isabati \| \| fêmea \| iuʃan \| \| manga (rede de pesca) \| isin \| \| pimenta \| iutʃi \| \| reto \| kaia \| \| buraco \| kini \| \| cachorro \| kamə \| \| coxa \| kiʃi \| \| cascavel \| kamus \| \| ‘nome próprio’ \| kiʃipakati \| \| abacaxi \| kankan \| \| maçaranduba \| kiu \| \| sapo verde (utilizado ku “pus” para a “vacina do sapo”) \| kanpu \| \| rim \| kanʃiku \| \| quente \| kui \| \| prato \| kantʃa \| \| fumaça \| kuin \| \| jacaré \| kapə \| \| anu \| kuinka \| \| batata doce \| kaɾi \| \| queixo \| kuj \| \| morcego \| kaʃi \| \| paneiro (para levar mandioca) \| kuki \| \| alto \| kəiatapa \| \| nambu azul \| kumauan \| \| morder \| kəiukin \| \| miratauá \| kunma \| \| saliva \| kəmu \| \| seringa \| kuɾan \| \| arco \| kənu \| \| cedro \| kuʃa \| \| lábio \| kəʃa \| \| gafanhoto \| kuʃakin \| \| costurar \| kəʃəkin \| \| correr \| kuʃi \| \| barba \| kəʃini \| \| boto \| kuʃuka \| \| gato peludo (tipo de kuti “jaci” gato do mato) \| kətsin \| \| tartaruga da mata \| kimi \| \| flecha \| kutʃa \| \| não \| ma \| \| monte \| matʃi \| \| caiçuma \| mabəs \| \| morrer \| maua \| \| terra \| mai \| \| arapuá amarela \| məbakun \| \| magro \| majna \| \| punho \| məbi \| \| cocar \| majti \| \| mão \| məkan \| \| rato grande \| maka \| \| banana \| məni \| \| piranha \| makə \| \| Xixuá \| məpa \| \| açafroa \| mani hininti \| \| traíra \| məsku \| \| sororoca \| manipaj \| \| homem velho \| məstəbu \| \| liso \| maniu \| \| anoitecer \| məʃui \| \| ‘nome próprio’ \| manku \| \| mingau \| mətə \| \| unha \| mantis \| \| várzea \| mətʃa \| \| gostar, amar \| manui \| \| barreiro \| məuə \| \| cinzas \| mapu \| \| pulseira \| məuti \| \| nuca \| maputəɾipi \| \| tu (pronome pessoal) \| mi \| \| mucunã \| maɾinata \| \| teu/tua (pronome possessivo) \| min \| \| areia \| maʃi \| \| piau \| misinuti \| \| alma-de-porco \| matas \| \| pedra \| miski \| \| varrer \| matukin \| \| anzol \| miskiti \| \| frio \| matsi \| \| amargoso (planta) \| muka \| \| vassoura \| matsuti \| \| espinho \| muʃa \| \| este/esta (pronome demonstrativo) \| na \| \| suar \| niskain \| \| céu \| nai \| \| paxiuba \| nisti \| \| pajé \| nai baj \| \| cipó envira \| niʃi \| \| bicho preguiça \| nain \| \| apuí \| niʃi hinis \| \| nuvem \| nai uʃupa \| \| mororó \| niʃu \| \| cupim \| nakas \| \| arruda \| niʃuʃu \| \| carne \| nami \| \| caminho \| niti \| \| jenipapo \| nanə \| \| araçá \| niuə \| \| mosca varejeira \| nanpə \| \| poço \| nua \| \| tartaruga de igapó \| nasa \| \| sal \| nuə \| \| porto \| naʃiti \| \| minhoca \| nuin \| \| baço \| natsa \| \| nós (pronome pessoal) \| nuku \| \| branco (gente) \| naua \| \| nosso/nossa (pronome possessivo) \| nukun \| \| cama \| naua uʃati \| \| sede \| numi \| \| tabaco \| nauə \| \| nadar \| nunaj \| \| canela \| naumi \| \| mulateiro \| nuni \| \| jacamim \| nəa \| \| rolinha \| nuntu \| \| floresta \| ni \| \| pato \| nunun \| \| escorpião \| nibu \| \| tipóia (utilizada no passado para levar as crianças nas costas) \| nuʃati \| \| choaca \| ninuan \| \| alguidar (“copo pequeno”) \| nutanti \| \| macaco bule-bule \| niɾu \| \| orelha \| pabinki \| \| pequeno \| pista ɾista \| \| ‘nome próprio’ \| pakamuʃa \| \| costela \| piʃi \| \| rede de dormir \| pani \| \| esteira \| piʃin \| \| tatu-rabo-de-couro \| panku \| \| periquitinho (tipo de periquito) \| pitu tʃuniun \| \| grota \| pantu \| \| periquito (verde, pequeno) \| pitsu \| \| carapanaúba \| pantʃun \| \| cozinhar \| pitʃankin \| \| lança \| paspi \| \| guariúba \| piu \| \| bem-te-vi \| paspinka \| \| inhame \| pua \| \| maduro \| patʃia \| \| fumar \| puakin \| \| fraco \| patʃiɾista \| \| fezes \| puj \| \| bom, reza \| pə \| \| mastruço \| pujpisi \| \| asa \| pəj \| \| intestino \| puku \| \| casa \| pəʃə \| \| barriga toda (o abdômen e o tórax) \| puku tʃipus \| \| teto, coberta da casa \| pəʃə ʃəuati \| \| braço \| punian \| \| as costas \| pətʃi \| \| músculo do braço superior \| punpustu \| \| atrás \| pətʃiuɾi \| \| ‘tipo de coruja’ \| pupu \| \| comer \| pi \| \| coruja \| pupuan \| \| beija-flor \| pinu \| \| lama \| pupus \| \| pipira \| piɾus \| \| timbó \| puɾa \| \| araçari \| pisa \| \| barriga \| pustu \| \| curto \| pista \| \| pó \| putu \| \| pouco \| ɾabasta \| \| atar, ligar \| ɾətikin \| \| brincadeira \| ɾabəbəiati \| \| taquari, flauta (flauta feita de taquari) \| ɾəuə \| \| genro \| ɾais \| \| corda \| ɾispi \| \| deite \| ɾakauən \| \| guariba \| ɾu \| \| joelho \| ɾantunku \| \| machado \| ɾuə \| \| gripe \| ɾaʃu \| \| cobra \| ɾunu \| \| erva, remédio, veneno \| ɾau \| \| sucuri, jibóia (“cobra d'água”) \| ɾunuan \| \| juriti \| ɾəi \| \| teimoso \| ɾusku \| \| nariz \| ɾəkin \| \| cacau \| ɾuʃubi \| \| grito \| saj \| \| algodão \| sapu \| \| ‘povo do grito’ \| sajbajbu (Saybaybô) \| \| salgar (antigo etnônimo) \| saunki \| \| gritar \| sajki \| \| pavão \| səɾə \| \| ‘povo do grito’ \| sajnaua (Saynáwa) \| \| tiririca (etnônimo mais recente) \| sikumis \| \| ‘dança tradicional’ \| sakuj \| \| reima \| sinai \| \| piabinha \| sanin \| \| raiva \| sinaj \| \| sururina \| santuɾi \| \| máscara \| sinpa \| \| dia \| ʃaba \| \| cipó \| ʃəu \| \| amanhecer \| ʃabai \| \| peixe espia-mulher \| ʃəun \| \| escama \| ʃaka \| \| ardência da pimenta \| ʃia \| \| maracá \| ʃakajti \| \| sarapó \| ʃima \| \| manixi \| ʃana \| \| camapum \| ʃimun \| \| pulmão \| ʃankainti \| \| pensar \| ʃinain \| \| ‘nome próprio’ \| ʃankainti \| \| grilo \| ʃini \| \| caranguejo \| ʃantʃu \| \| macaco \| ʃinu \| \| bom \| ʃaɾa \| \| soim \| ʃipi \| \| marupá \| ʃaʃai \| \| mosca pium \| ʃiu \| \| urubu \| ʃata \| \| verde \| ʃu \| \| osso \| ʃau \| \| ‘Rio Valparaíso’ \| ʃua \| \| arara \| ʃauan \| \| coçar, curuba (escabiose ou sarna) \| ʃuaj \| \| jabuti \| ʃauə \| \| curar \| ʃuanki \| \| jacundá \| ʃaun \| \| caxinguba \| ʃubin \| \| engolir \| ʃəakin \| \| arapuca \| ʃubu \| \| cancão \| ʃəinka \| \| soprar \| ʃuənki \| \| bacuri \| ʃəkəs \| \| rato pequeno \| ʃuia \| \| milho \| ʃəki \| \| mamar \| ʃumaki \| \| preguiçoso \| ʃəni \| \| pote \| ʃumu \| \| gordo \| ʃənia \| \| marrom \| ʃunan \| \| ‘nome próprio’ \| ʃənkuani \| \| samaúma \| ʃunu \| \| dente \| ʃəta \| \| peito \| ʃutʃi \| \| pé \| taə \| \| paxiubão \| tau \| \| dedão do pé \| taə buska \| \| cana, ucuubinha \| taua \| \| raio \| taiki \| \| ‘nome próprio’ \| təpəjtima \| \| galinha \| takaɾa \| \| capeba \| təʃən \| \| saracura \| taku \| \| pescoço \| təʃu \| \| dedo do pé \| taməs \| \| colar \| təuti \| \| bochecha \| tamu \| \| (sufixo instrumentalizador) \| -ti \| \| tucano \| tanpas \| \| cair \| tinki \| \| aprender \| tapin \| \| cachimbo \| tipu \| \| errar \| tapinama \| \| carvão \| tistə \| \| saber \| tapinan \| \| pássaro sim sinhô \| tua \| \| ponte \| tapu \| \| atirar \| tuakin \| \| raiz \| tapun \| \| remo \| tuanti \| \| roupa \| taɾi \| \| ‘nome próprio’ \| tumə \| \| blusa \| taɾi ʃutʃi \| \| mandim duro \| tunu \| \| garganta \| taʃipi \| \| bacurau \| tuspə \| \| colher, garfo \| tsanu \| \| pulga \| tsu \| \| sentar-se \| tsaui \| \| chupar \| tsuakin \| \| soluço \| tsəkui \| \| segurar \| tsumakin \| \| emissão de flatulência \| tsipisi \| \| longe \| tʃaj \| \| arder \| tʃəʃəin \| \| perto \| tʃajma \| \| fogo \| tʃi \| \| comprido \| tʃajpa \| \| espremer \| tʃinikin \| \| ruim \| tʃakabu- \| \| periquito Jandaia \| tʃinkəiu \| \| japiim \| tʃana \| \| anca \| tʃipaspi \| \| mentiroso \| tʃanimis \| \| irmã mais velha \| tʃipin \| \| podre \| tʃapu \| \| ‘dança tradicional’ \| tʃiɾin \| \| ariramba \| tʃaɾas \| \| cesta \| tʃitʃan \| \| sapo de enxurrada \| tʃaʃus \| \| avó \| tʃitʃi \| \| Deus, avô, cacique \| tʃata \| \| assa-peixe \| tʃiun \| \| facão \| tʃatʃiti \| \| cuia \| tʃuma \| \| periquito (‘tipo de tʃupa “mutuca” periquito do bico preto’) \| tʃəɾə \| \| chuva \| ui \| \| dormir \| uʃai \| \| vivo \| uin \| \| ‘lugar onde se dorme’ \| uʃati \| \| inverno \| uisi \| \| ‘canto de ninar’ \| uʃauə uʃauə \| \| graúna \| uka \| \| lua \| uʃə \| \| idiota \| unama \| \| vermelho \| uʃinipa \| \| saúva \| unan \| \| branco \| uʃu \| \| garra \| untis \| \| macaco Kairara \| uʃu ʃinu \| \| ‘nome próprio’ \| uɾi \| \| soim branco \| uʃu ʃipi \| \| rir \| usain \| \| coelho \| utsa \| |                     |
| Português | Saynáwa             |
| maracanã | aia                 |
| beijar | antsuakin           |
| beber | aiamis              |
| paca | anu                 |
| esposa | ain                 |
| mutum | asin                |
| cipó timbó | ainas               |
| respirar | askinki             |
| mulher | ainbu               |
| boca | aspa                |
| cumaru | aku                 |
| estômago | atu                 |
| manacá | akuan               |
| mandioca | atsa                |
| capivara | aman                |
| cansar-se | atsana              |
| amarelinho | ami                 |
| farinha de mandioca | atsa putu           |
| língua | ana                 |
| anta | aua                 |
| cunhado (a) | ania                |
| eu (pronome pessoal) | ə                   |
| pai | əpa                 |
| assustar | əəki                |
| irmão mais novo | əstun               |
| meu/minha (pronome possessivo) | ən                  |
| mãe | əua                 |
| taxi | əni                 |
| crescer | əuai                |
| neto | baba                |
| testa | bətunku             |
| nora | babauan             |
| carapanã | bi                  |
| passear | bai                 |
| carrapicho | biana               |
| surubim | bain                |
| fruta | bimi                |
| roçado | baj                 |
| caucho | bin                 |
| gavião | bajtətə             |
| panturrilha | bipustu             |
| água, rio | baka                |
| estrela | biʃi                |
| fazer sexo | bakəaj              |
| perna | bitas               |
| criança | bakista             |
| pele | bitʃi               |
| rosto | bamana              |
| jaburu | bitʃu               |
| queixada | bamu                |
| tamanduá pequeno | biuan               |
| pupunha | bani                |
| cabelo | bu                  |
| tucum | banin mauən         |
| gente | -bu (sufixo)        |
| sol | baɾi                |
| curimatã | buə                 |
| verão | baɾi pəi            |
| pica-pau | buin                |
| capim | basi                |
| cera | buj                 |
| cotovelo | bastunku            |
| irara | buka                |
| cego | baʃun               |
| embaúba | bukun               |
| piau-de-flecha | batun               |
| abelha uruçu | buna                |
| ovo | batʃi               |
| fome | buni                |
| caparari | bəiuan              |
| cana-de-macaco | bunkas              |
| marido | bənə                |
| palmeira | buɾa                |
| levantar-se | bəni                |
| cabeça | buska               |
| olho | bəɾu                |
| pente | busti               |
| um | bəstis              |
| cachorrão | bustʃuma            |
| frente | bəsua               |
| jatobá | buʃis               |
| freijó | bəʃu                |
| ele (pronome pessoal) | habia               |
| lontra | hənə inu            |
| socó | haka                |
| palha | həpə                |
| ‘tipo de socó’ | hakauan             |
| piaçabeira | həpəuan             |
| esquecer | hakinma             |
| sapo (‘o que canta’) | həu                 |
| sim | han                 |
| extrato (perfume) | hinin               |
| aracuã | hana                |
| flor | hua                 |
| por quê? | haskajman           |
| coração | huinti              |
| quando? | hatina              |
| rã | hujpiɾi             |
| seu/sua (pronome possessivo) | haun                |
| umbu | humus               |
| terreiro | həmainti            |
| homem, cipó (bebida) | huni                |
| rio (‘rio grande’) | hənə                |
| caititu | hunu                |
| árvore | i                   |
| zangado | isinipa             |
| piolho | ia                  |
| japó | isku                |
| biorana | iaə                 |
| jacareúba | iskinɾanpan         |
| tatu | iais                |
| urubu-rei | ismin               |
| ‘canto de ninar’ | iama iama           |
| irmã mais nova | istan               |
| madrugada | iamanapun           |
| sapucaia | istibin             |
| amanhã | iaməɾi              |
| espantar | istʃuan             |
| a tarde | iantəin             |
| macaco preto | isu                 |
| matrinxã | iapauan             |
| urina | isun                |
| ‘nome próprio’ | iasan               |
| mandim mole | iʃis                |
| porco | iaua                |
| cansanção, urtiga | iʃismun             |
| sovino | iauʃi               |
| sobrinha | itusta              |
| ‘nome próprio’ | iban                |
| muito | itʃapa              |
| casca de árvore | ibi                 |
| grande | iuapa               |
| mandim preto | ibun                |
| dizer | iuiuə               |
| cantar | iiki                |
| goiabeira | iuka                |
| castanhola | ikənibin            |
| peixe | iuma                |
| sangue | imi                 |
| linha de costura | iumə                |
| rabo | ina                 |
| maúba | iunuan              |
| lago | inan                |
| tarumã | iunuən              |
| onça | inu                 |
| panema | iupa                |
| bode (peixe) | ipu                 |
| gente | iuɾa                |
| pássaro | isa                 |
| feijão, fava | iusu                |
| ‘nome próprio’ | isabati             |
| fêmea | iuʃan               |
| manga (rede de pesca) | isin                |
| pimenta | iutʃi               |
| reto | kaia                |
| buraco | kini                |
| cachorro | kamə                |
| coxa | kiʃi                |
| cascavel | kamus               |
| ‘nome próprio’ | kiʃipakati          |
| abacaxi | kankan              |
| maçaranduba | kiu                 |
| sapo verde (utilizado ku “pus” para a “vacina do sapo”) | kanpu               |
| rim | kanʃiku             |
| quente | kui                 |
| prato | kantʃa              |
| fumaça | kuin                |
| jacaré | kapə                |
| anu | kuinka              |
| batata doce | kaɾi                |
| queixo | kuj                 |
| morcego | kaʃi                |
| paneiro (para levar mandioca) | kuki                |
| alto | kəiatapa            |
| nambu azul | kumauan             |
| morder | kəiukin             |
| miratauá | kunma               |
| saliva | kəmu                |
| seringa | kuɾan               |
| arco | kənu                |
| cedro | kuʃa                |
| lábio | kəʃa                |
| gafanhoto | kuʃakin             |
| costurar | kəʃəkin             |
| correr | kuʃi                |
| barba | kəʃini              |
| boto | kuʃuka              |
| gato peludo (tipo de kuti “jaci” gato do mato) | kətsin              |
| tartaruga da mata | kimi                |
| flecha | kutʃa               |
| não | ma                  |
| monte | matʃi               |
| caiçuma | mabəs               |
| morrer | maua                |
| terra | mai                 |
| arapuá amarela | məbakun             |
| magro | majna               |
| punho | məbi                |
| cocar | majti               |
| mão | məkan               |
| rato grande | maka                |
| banana | məni                |
| piranha | makə                |
| Xixuá | məpa                |
| açafroa | mani hininti        |
| traíra | məsku               |
| sororoca | manipaj             |
| homem velho | məstəbu             |
| liso | maniu               |
| anoitecer | məʃui               |
| ‘nome próprio’ | manku               |
| mingau | mətə                |
| unha | mantis              |
| várzea | mətʃa               |
| gostar, amar | manui               |
| barreiro | məuə                |
| cinzas | mapu                |
| pulseira | məuti               |
| nuca | maputəɾipi          |
| tu (pronome pessoal) | mi                  |
| mucunã | maɾinata            |
| teu/tua (pronome possessivo) | min                 |
| areia | maʃi                |
| piau | misinuti            |
| alma-de-porco | matas               |
| pedra | miski               |
| varrer | matukin             |
| anzol | miskiti             |
| frio | matsi               |
| amargoso (planta) | muka                |
| vassoura | matsuti             |
| espinho | muʃa                |
| este/esta (pronome demonstrativo) | na                  |
| suar | niskain             |
| céu | nai                 |
| paxiuba | nisti               |
| pajé | nai baj             |
| cipó envira | niʃi                |
| bicho preguiça | nain                |
| apuí | niʃi hinis          |
| nuvem | nai uʃupa           |
| mororó | niʃu                |
| cupim | nakas               |
| arruda | niʃuʃu              |
| carne | nami                |
| caminho | niti                |
| jenipapo | nanə                |
| araçá | niuə                |
| mosca varejeira | nanpə               |
| poço | nua                 |
| tartaruga de igapó | nasa                |
| sal | nuə                 |
| porto | naʃiti              |
| minhoca | nuin                |
| baço | natsa               |
| nós (pronome pessoal) | nuku                |
| branco (gente) | naua                |
| nosso/nossa (pronome possessivo) | nukun               |
| cama | naua uʃati          |
| sede | numi                |
| tabaco | nauə                |
| nadar | nunaj               |
| canela | naumi               |
| mulateiro | nuni                |
| jacamim | nəa                 |
| rolinha | nuntu               |
| floresta | ni                  |
| pato | nunun               |
| escorpião | nibu                |
| tipóia (utilizada no passado para levar as crianças nas costas) | nuʃati              |
| choaca | ninuan              |
| alguidar (“copo pequeno”) | nutanti             |
| macaco bule-bule | niɾu                |
| orelha | pabinki             |
| pequeno | pista ɾista         |
| ‘nome próprio’ | pakamuʃa            |
| costela | piʃi                |
| rede de dormir | pani                |
| esteira | piʃin               |
| tatu-rabo-de-couro | panku               |
| periquitinho (tipo de periquito) | pitu tʃuniun        |
| grota | pantu               |
| periquito (verde, pequeno) | pitsu               |
| carapanaúba | pantʃun             |
| cozinhar | pitʃankin           |
| lança | paspi               |
| guariúba | piu                 |
| bem-te-vi | paspinka            |
| inhame | pua                 |
| maduro | patʃia              |
| fumar | puakin              |
| fraco | patʃiɾista          |
| fezes | puj                 |
| bom, reza | pə                  |
| mastruço | pujpisi             |
| asa | pəj                 |
| intestino | puku                |
| casa | pəʃə                |
| barriga toda (o abdômen e o tórax) | puku tʃipus         |
| teto, coberta da casa | pəʃə ʃəuati         |
| braço | punian              |
| as costas | pətʃi               |
| músculo do braço superior | punpustu            |
| atrás | pətʃiuɾi            |
| ‘tipo de coruja’ | pupu                |
| comer | pi                  |
| coruja | pupuan              |
| beija-flor | pinu                |
| lama | pupus               |
| pipira | piɾus               |
| timbó | puɾa                |
| araçari | pisa                |
| barriga | pustu               |
| curto | pista               |
| pó | putu                |
| pouco | ɾabasta             |
| atar, ligar | ɾətikin             |
| brincadeira | ɾabəbəiati          |
| taquari, flauta (flauta feita de taquari) | ɾəuə                |
| genro | ɾais                |
| corda | ɾispi               |
| deite | ɾakauən             |
| guariba | ɾu                  |
| joelho | ɾantunku            |
| machado | ɾuə                 |
| gripe | ɾaʃu                |
| cobra | ɾunu                |
| erva, remédio, veneno | ɾau                 |
| sucuri, jibóia (“cobra d'água”) | ɾunuan              |
| juriti | ɾəi                 |
| teimoso | ɾusku               |
| nariz | ɾəkin               |
| cacau | ɾuʃubi              |
| grito | saj                 |
| algodão | sapu                |
| ‘povo do grito’ | sajbajbu (Saybaybô) |
| salgar (antigo etnônimo) | saunki              |
| gritar | sajki               |
| pavão | səɾə                |
| ‘povo do grito’ | sajnaua (Saynáwa)   |
| tiririca (etnônimo mais recente) | sikumis             |
| ‘dança tradicional’ | sakuj               |
| reima | sinai               |
| piabinha | sanin               |
| raiva | sinaj               |
| sururina | santuɾi             |
| máscara | sinpa               |
| dia | ʃaba                |
| cipó | ʃəu                 |
| amanhecer | ʃabai               |
| peixe espia-mulher | ʃəun                |
| escama | ʃaka                |
| ardência da pimenta | ʃia                 |
| maracá | ʃakajti             |
| sarapó | ʃima                |
| manixi | ʃana                |
| camapum | ʃimun               |
| pulmão | ʃankainti           |
| pensar | ʃinain              |
| ‘nome próprio’ | ʃankainti           |
| grilo | ʃini                |
| caranguejo | ʃantʃu              |
| macaco | ʃinu                |
| bom | ʃaɾa                |
| soim | ʃipi                |
| marupá | ʃaʃai               |
| mosca pium | ʃiu                 |
| urubu | ʃata                |
| verde | ʃu                  |
| osso | ʃau                 |
| ‘Rio Valparaíso’ | ʃua                 |
| arara | ʃauan               |
| coçar, curuba (escabiose ou sarna) | ʃuaj                |
| jabuti | ʃauə                |
| curar | ʃuanki              |
| jacundá | ʃaun                |
| caxinguba | ʃubin               |
| engolir | ʃəakin              |
| arapuca | ʃubu                |
| cancão | ʃəinka              |
| soprar | ʃuənki              |
| bacuri | ʃəkəs               |
| rato pequeno | ʃuia                |
| milho | ʃəki                |
| mamar | ʃumaki              |
| preguiçoso | ʃəni                |
| pote | ʃumu                |
| gordo | ʃənia               |
| marrom | ʃunan               |
| ‘nome próprio’ | ʃənkuani            |
| samaúma | ʃunu                |
| dente | ʃəta                |
| peito | ʃutʃi               |
| pé | taə                 |
| paxiubão | tau                 |
| dedão do pé | taə buska           |
| cana, ucuubinha | taua                |
| raio | taiki               |
| ‘nome próprio’ | təpəjtima           |
| galinha | takaɾa              |
| capeba | təʃən               |
| saracura | taku                |
| pescoço | təʃu                |
| dedo do pé | taməs               |
| colar | təuti               |
| bochecha | tamu                |
| (sufixo instrumentalizador) | -ti                 |
| tucano | tanpas              |
| cair | tinki               |
| aprender | tapin               |
| cachimbo | tipu                |
| errar | tapinama            |
| carvão | tistə               |
| saber | tapinan             |
| pássaro sim sinhô | tua                 |
| ponte | tapu                |
| atirar | tuakin              |
| raiz | tapun               |
| remo | tuanti              |
| roupa | taɾi                |
| ‘nome próprio’ | tumə                |
| blusa | taɾi ʃutʃi          |
| mandim duro | tunu                |
| garganta | taʃipi              |
| bacurau | tuspə               |
| colher, garfo | tsanu               |
| pulga | tsu                 |
| sentar-se | tsaui               |
| chupar | tsuakin             |
| soluço | tsəkui              |
| segurar | tsumakin            |
| emissão de flatulência | tsipisi             |
| longe | tʃaj                |
| arder | tʃəʃəin             |
| perto | tʃajma              |
| fogo | tʃi                 |
| comprido | tʃajpa              |
| espremer | tʃinikin            |
| ruim | tʃakabu-            |
| periquito Jandaia | tʃinkəiu            |
| japiim | tʃana               |
| anca | tʃipaspi            |
| mentiroso | tʃanimis            |
| irmã mais velha | tʃipin              |
| podre | tʃapu               |
| ‘dança tradicional’ | tʃiɾin              |
| ariramba | tʃaɾas              |
| cesta | tʃitʃan             |
| sapo de enxurrada | tʃaʃus              |
| avó | tʃitʃi              |
| Deus, avô, cacique | tʃata               |
| assa-peixe | tʃiun               |
| facão | tʃatʃiti            |
| cuia | tʃuma               |
| periquito (‘tipo de tʃupa “mutuca” periquito do bico preto’) | tʃəɾə               |
| chuva | ui                  |
| dormir | uʃai                |
| vivo | uin                 |
| ‘lugar onde se dorme’ | uʃati               |
| inverno | uisi                |
| ‘canto de ninar’ | uʃauə uʃauə         |
| graúna | uka                 |
| lua | uʃə                 |
| idiota | unama               |
| vermelho | uʃinipa             |
| saúva | unan                |
| branco | uʃu                 |
| garra | untis               |
| macaco Kairara | uʃu ʃinu            |
| ‘nome próprio’ | uɾi                 |
| soim branco | uʃu ʃipi            |
| rir | usain               |
| coelho | utsa                |